# Wyższa Szkoła Administracji Publicznej w Ostrołęce
Wyższa Szkoła Administracji Publicznej w Ostrołęce – uczelnia niepubliczna, założona w 1994 na bazie Punktu Konsultacyjnego Wydziału Prawa i Administracji Uniwersytetu Warszawskiego. Prowadzi studia pierwszego i drugiego stopnia na kierunku administracja oraz studia podyplomowe. Jej siedziba mieści się w Ostrołęce przy ul. Korczaka 73.
Kierunki kształcenia.
Wyższa Szkoła Administracji Publicznej w Ostrołęce kształci studentów na kierunku administracja, w ramach którego oferuje studia pierwszego  i drugiego stopnia.
Studia pierwszego stopnia realizowane są w ramach następujących specjalności:
- Administracja publiczna,
- Służby porządku publicznego i kryminologia,
- Rachunkowość i finanse publiczne.

Studia drugiego stopnia realizowane są w ramach następujących specjalności:
- Gospodarka i samorząd terytorialny,
- Porządek i bezpieczeństwo publiczne,
- Zatrudnienie i zabezpieczenie społeczne.

Uczelnia w swojej ofercie posiada także liczne studia podyplomowe.

## Historia
Wyższa Szkoła Administracji Publicznej w Ostrołęce rozpoczęła działalność w 1994 r. odwołując się do doświadczeń Punktu Konsultacyjnego Wydziału Prawa i Administracji Uniwersytetu Warszawskiego. Jest uczelnią niepubliczną, działającą na podstawie ustawy - Prawo o szkolnictwie wyższym i Statutu. Została powołana do życia przez Fundację „Iuris Scientia” z siedzibą w Warszawie i wpisana do Rejestru Uczelni Niepaństwowych pod numerem 48 na podstawie decyzji Ministra Edukacji Narodowej i Sportu z dnia 10 sierpnia 1994 roku. Uczelnia jest w pełni autonomiczna, ma osobowość prawną. Jej misją jest przygotowanie absolwentów do osiągania sukcesów w społeczeństwie i w gospodarce, opartych na wiedzy, gdzie najważniejszym atutem pracownika jest umiejętność uzupełniania i zdobywania nowych kwalifikacji oraz kierowania swoim rozwojem.
W październiku 2009 r. został oddany do użytku nowy gmach Uczelni dzięki, któremu WSAP zapewnia  swoim studentom oraz pracownikom doskonałe warunki kształcenia i pracy. Budynek liczy 6 550 m2 powierzchni użytkowej. Funkcjonalnie powierzchnia Uczelni obejmuje przestrzeń: dydaktyczną, administracyjną, gastronomiczną i hotelową. Stworzenie przez Uczelnię własnej nowoczesnej bazy infrastruktury dydaktycznej i  materialnej umożliwiło uruchomienie studiów II stopnia.
Uczelnią kieruje i reprezentuje ją na zewnątrz Rektor. Obecnie funkcję tę pełni prof. WSAP dr Łucja Lisiecka. Swoje zadania realizuje przy pomocy Dziekana - prof. WSAP dr Łukasza Radwanowicza. Organem kolegialnym Uczelni jest Senat.

## Władze
- Rektor: dr Łucja Lisiecka, prof. WSAP
- Dziekan: dr Łukasz Radwanowicz[2]

## Poczet rektorów
- 1994–1998: dr hab. Zbigniew Cieślak
- 1998–2001: prof. dr hab. Anna Turska
- 2001–2007: prof. dr hab. Józef Okolski
- 2007–2015: dr Wiesław Opalski
- 2015–2019: dr Elżbieta Łojko[3]
- 2019–2023: dr Michał Fajst
- od 2023: dr Łucja Lisiecka

## Nauczyciele akademiccy
Wykładowcy Wyższej Szkoły Administracji Publicznej w Ostrołęce